# Sloboda, Burîn
Sloboda (în ucraineană Слобода) este o comună în raionul Burîn, regiunea Sumî, Ucraina, formată numai din satul de reședință. În secolul al XIX-lea, satul făcea parte din volostul Popova Sloboda, uezdul Putîvl.

## Demografie
Componența lingvistică a comunei Sloboda
     Ucraineană (96,59%)
     Rusă (2,51%)
     Alte limbi (0,28%)
Conform recensământului din 2001, majoritatea populației comunei Sloboda era vorbitoare de ucraineană (96,59%), existând în minoritate și vorbitori de rusă (2,51%).